# Dys
Dys – wieś w Polsce położona w województwie lubelskim, w powiecie lubelskim, w gminie Niemce. Przez Dys biegnie Dolina Ciemięgi.
| SIMC    | Nazwa      | Rodzaj    |
| ------- | ---------- | --------- |
| 0387460 | Bernatówka | część wsi |
| 0387476 | Samsonówka | część wsi |

W latach 1975–1998 miejscowość należała administracyjnie do województwa lubelskiego.
Wieś stanowi sołectwo gminy Niemce. Według Narodowego Spisu Powszechnego z roku 2011 wieś liczyła 1890 mieszkańców.

## Historia
Wieś szlachecka położona była w drugiej połowie XVI wieku w powiecie lubelskim województwa lubelskiego.
Dyss (obecnie Dys) w wieku XIX wieś w powiecie lubartowskim, gminie Niemce, parafii Dyss. Leży na wyżynie, na 687 stóp nad poziom morza. Według Słownika geograficznego Królestwa Polskiego jest tu kościół parafialny, murowany.
W wieku XV położony w powiecie lubelskim parafii własnej. Kościół i parafię erygował tu w roku 1382 Gabryel hrabia z Górki, dziedzic tej wsi (dokument okazał się nowożytnym falsyfikatem). W wieku XV dziedzicami Dyssa byli krewni Dymitra z Goraja, Tęczyńscy, a także w roku 1440 Jan Głowacz Oleśnicki kasztelan sandomierski .
W 1827 roku Dyss miał 51 domów i 440 mieszkańców. Parafia Dyss dekanatu lubartowskiego liczyła w końcu XIX wieku 3094 dusz.(Opisu dostarcza Bronisław Chlebowski SgKP t.II s.258)
II Wojna Światowa
W 1944 roku utworzono tu lotnisko polowe, na którym przejściowo stacjonowały 2 pułki ludowego lotnictwa – 1 Pułk Lotnictwa Myśliwskiego i 2 Pułk Nocnych Bombowców „Kraków”. Od końca sierpnia 1944 roku z lotniska utrzymywano komunikację lotniczą z Białymstokiem i Przemyślem oraz na 5 liniach kurierskich, które łączyły Lublin z większymi miastami, położonymi na wyzwolonych terenach.
Na terenie miejscowości znajdują się także dwa zabytkowe młyny wodne sprzed I wojny światowej oraz kościół wybudowany w XVI w., konsekrowany w 1788 r., pw. Narodzenia św. Jana Chrzciciela. W latach 1590–1610 był w rękach protestantów.

## Szlaki turystyczne
- Szlak Renesansu Lubelskiego

## Zabytki
- kościół parafialny, nr rej.: A/564 z 31.12.1971[12]
- dzwonnica, nr rej.:   A/564 z 31.12.1971
- cmentarz kościelny :  A/564 z 31.12.1971
- cmentarz par., nr rej.: A/937 z 15.05.1987
- zespół dworski „Bernatówka“, nr rej.: A/974 z 15.03.1989: